# Rumnapló (regény)
A Rumnapló (The Rum Diary) Dr. Hunter S. Thompson regénye, melyet az 1950-es évek végén írt, de csak 1998-ban került először kiadásra. Filmváltozatát 2011-ben mutatták be.

## Történet
Paul Kemp pár év New York-i újságírás után úgy dönt, pihenésképp megpróbálkozik Dél-Amerikával, hogy nyugalomra leljen.

## Magyarul
- Rumnapló; ford. Totth Benedek; Konkrét Könyvek, Bp., 2005 ISBN 963-7424-02-4

## Külső hivatkozások
- Rumnapló az IMDb adatbázisában.